# Flora Rica
Flora Rica este un oraș în São Paulo (SP), Brazilia.